# 茶藤
茶藤（学名：Melodinus magnificus）是夹竹桃科山橙属的植物，为中国的特有植物。分布于中国大陆的广西等地，多生长在山地疏林或山坡向阳处，目前尚未由人工引种栽培。
其种加词“Magnificus ”意为“极好的”、“华丽的”。

## 别名
大山橙（俗称）